# 光明寺 (大阪市天王寺区)
光明寺（こうみょうじ）は、大阪府大阪市天王寺区下寺町にある浄土宗の寺院。本堂などが国の登録有形文化財となっている。

## 文化財

### 登録有形文化財
平成20年 (2008年) 7月8日、以下の3点が登録有形文化財となった。
- 本堂 - 江戸時代中期、1706年建築。木造平屋建、入母屋造、瓦葺き、建築面積266m2。正面に一間向拝を設ける。五間堂で中央に双折両開桟唐戸、外陣及び内陣、脇陣からなる典型的な浄土宗本堂平面をもつ。
- 山門 - 江戸時代末期の1866年建築。木造、切妻造、瓦葺き、間口3.2m。松屋町筋に面する一間薬医門。潜戸付の袖塀を両脇に付ける。女梁を挿し肘木状に作り、男梁上に大斗肘木を組み、虹梁と軒桁を支持。妻は笈形付の虹梁大瓶束とし、軒は一軒繁垂木。鏡天井を張り、中備に龍の彫刻を飾る。
- 庫裏 - 江戸時代末期。木造平屋建、東西棟の切妻造、瓦葺き、建築面積207m2。本堂の北側に玄関を介し、大棟に煙出、妻面に下屋を設け、南面西寄りに庇を付け、出入口とする。壁は白漆喰仕上げ。玄関は入母屋造。

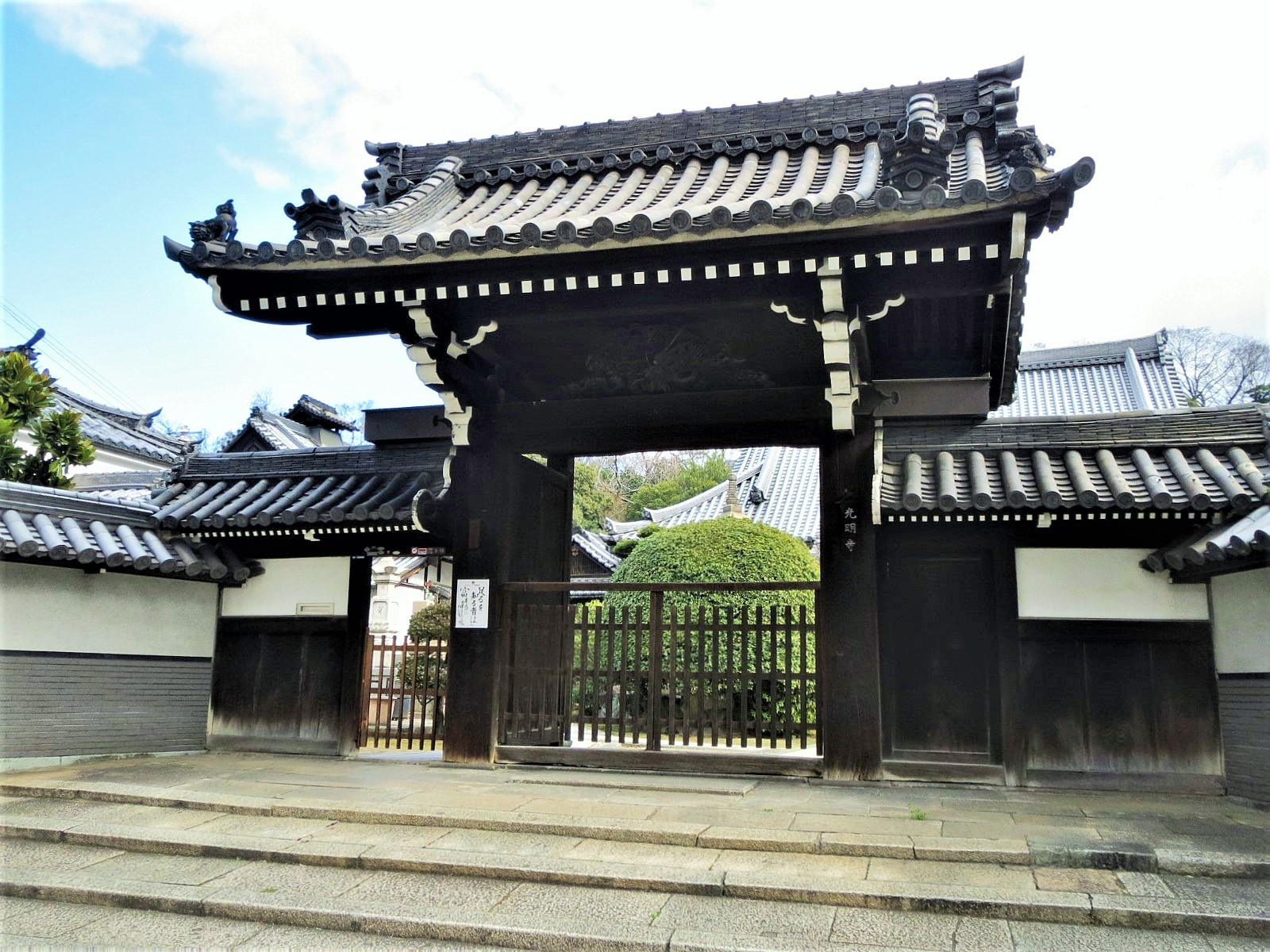
山門
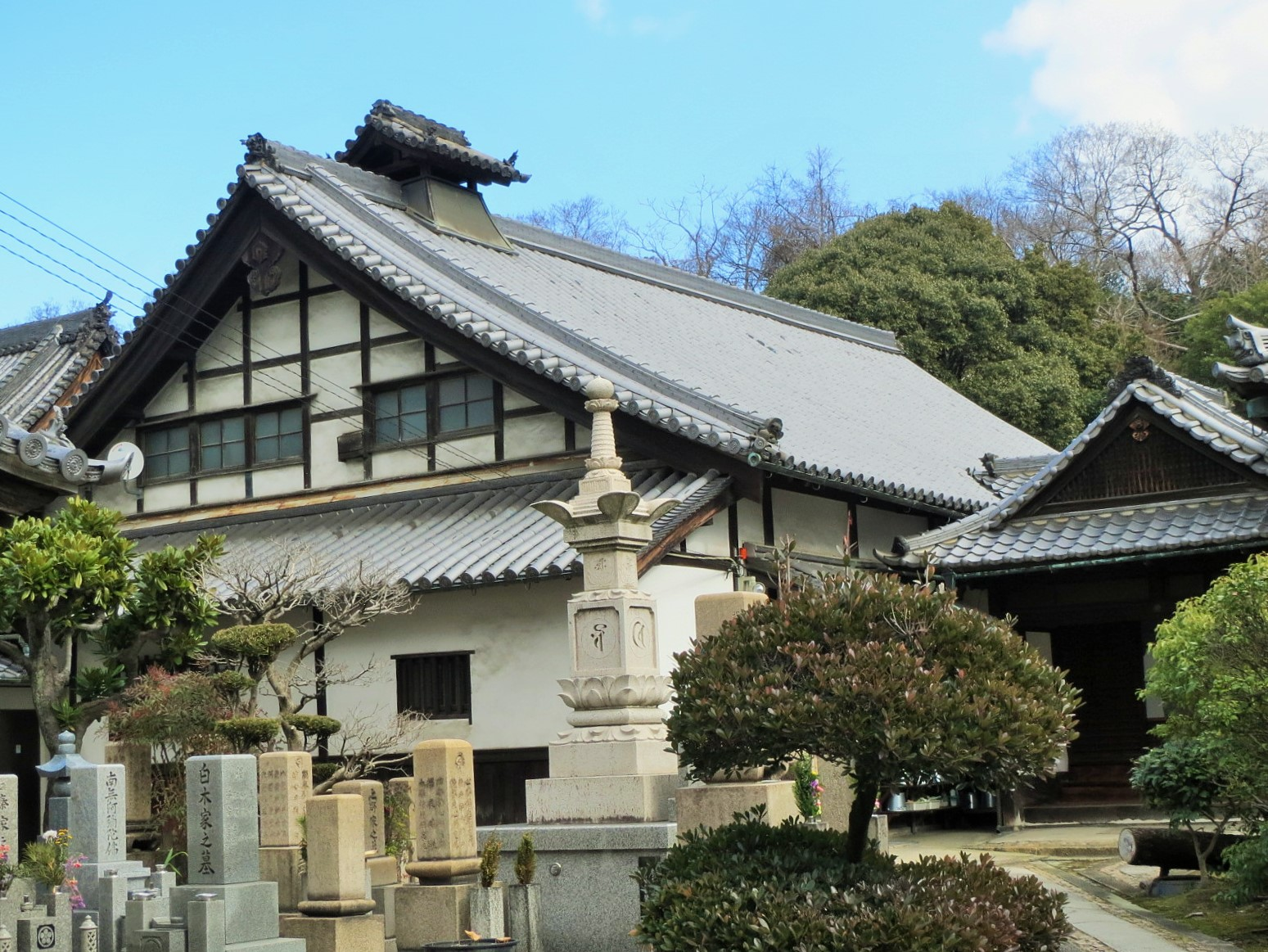
庫裏

## 交通
- 谷町線四天王寺前夕陽ヶ丘駅から徒歩8分
- 近鉄線大阪上本町駅から徒歩15分